# CUCV

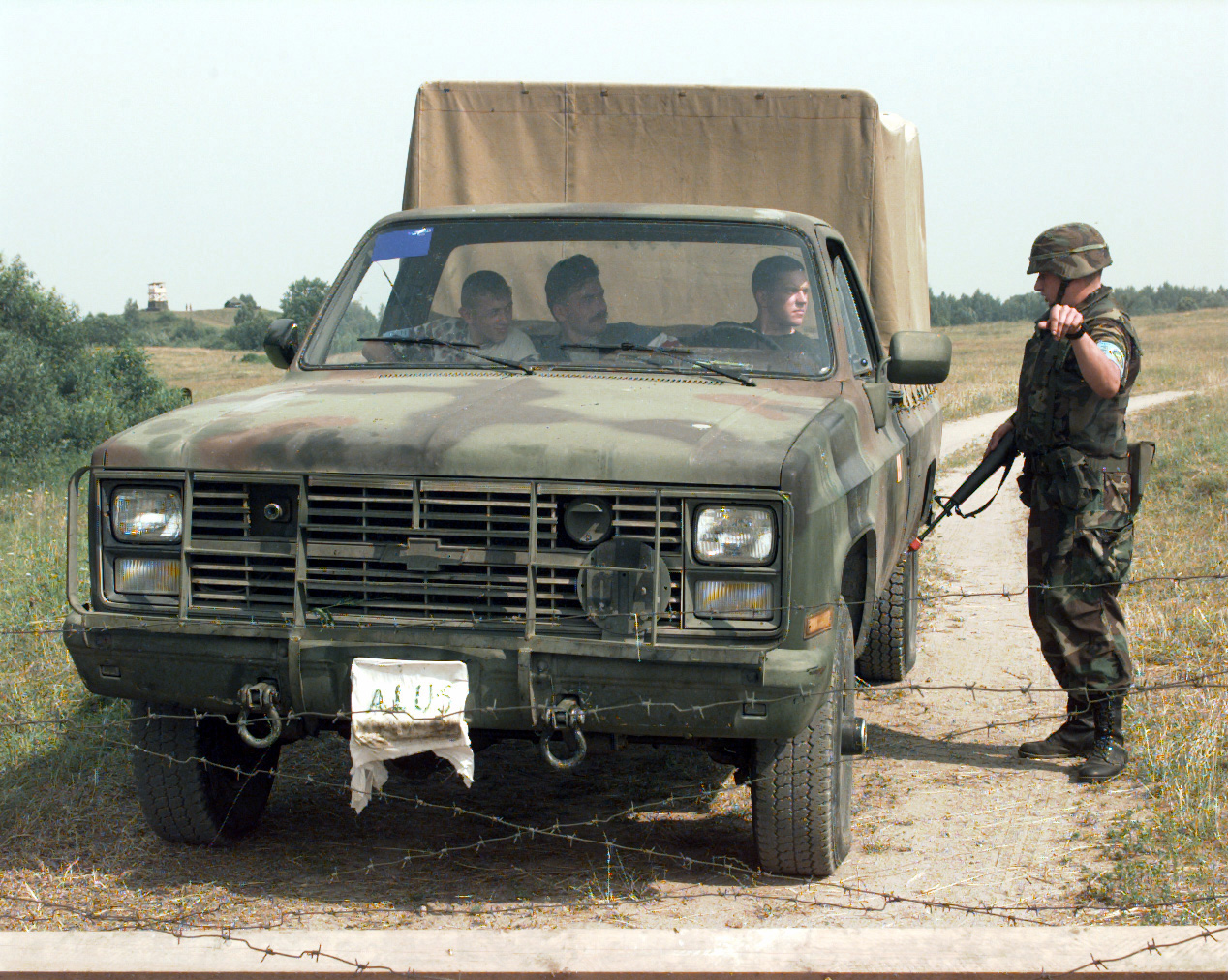
Litouwse M1008.

CUCV staat voor Commercial Utility Cargo Vehicle. Het wordt ook wel CUTVEE of CUCK'VEE genoemd. Het is een militaire auto in de vorm van een pick-up.
Er zijn 5 verschillende uitvoeringen CUCV's:
- Utility
- Cargo
- Ambulance
- Truck Chassis
- Cargo Shelter Carrier

De verschillende krijgsmachtonderdelen die de CUCV gebruiken zijn:
- US Army
- US Air Force
- US Navy
- US Marine Corps

## Lijst van modellen van de Amerikaanse krijgsmacht
Bij het Amerikaanse leger zijn de volgende types in gebruik (geweest): 
Kaiser Jeep:
- M715 - Kaiser Jeep G890 Cargo, 1 1/4 ton 4x4 "five-quarter"

Chrysler Corporation (Dodge):
- M880 - Chrysler Corporation, Dodge Division Model.
- M881 - M880 fitted with additional 60-amp 24-volt generator.
- M882 - M881 fitted with communications equipment.
- M883 - M881 fitted with slide-in shelter kit.
- M884 - M880 fitted with 100-amp 24-volt generator and slide-in shelter kit with tie-downs. *M885 - M880 fitted with slide-in shelter kit with tie-downs.
- M886 - Ambulance model based on M880.
- M887 - Maintenance body based on M880.
- M888 - Telephone maintenance body based on M880.
- M890 - 2-wheel drive version of the M880.
- M891 - M890 fitted with additional 60-amp 24-volt generator.
- M892 - M890 fitted with additional 60-amp 24-volt generator and communications kit.
- M893 - 2-wheel drive ambulance version.

GM (Chevrolet) geproduceerd 1982-1987 74.265 stuks:
- M1008 - Pickup version of the General Motors Model K30903.
- M1008A1 - M1008 fitted with additional 100-amp 24-volt generator and communications kit.
- M1009 - Utility version of the General Motors Model K10516.
- M1010 - Ambulance version of the General Motors Model K30903.
- M1028 - Shelter carrier version of the General Motors Model K30903.
- M1028A1 - Shelter Carrier w/ PTO version of the General Motors Model K30903.
- M1031 - Chassis of the General Motors Model K30903.

GM (Chevrolet)geproduceerd 1997-nu:
- CUCV II - Chevrolet/GM Tahoe Cargo/Troop Carrier 5/4 ton.